# Eclipse solar del 2 de julio de 2019

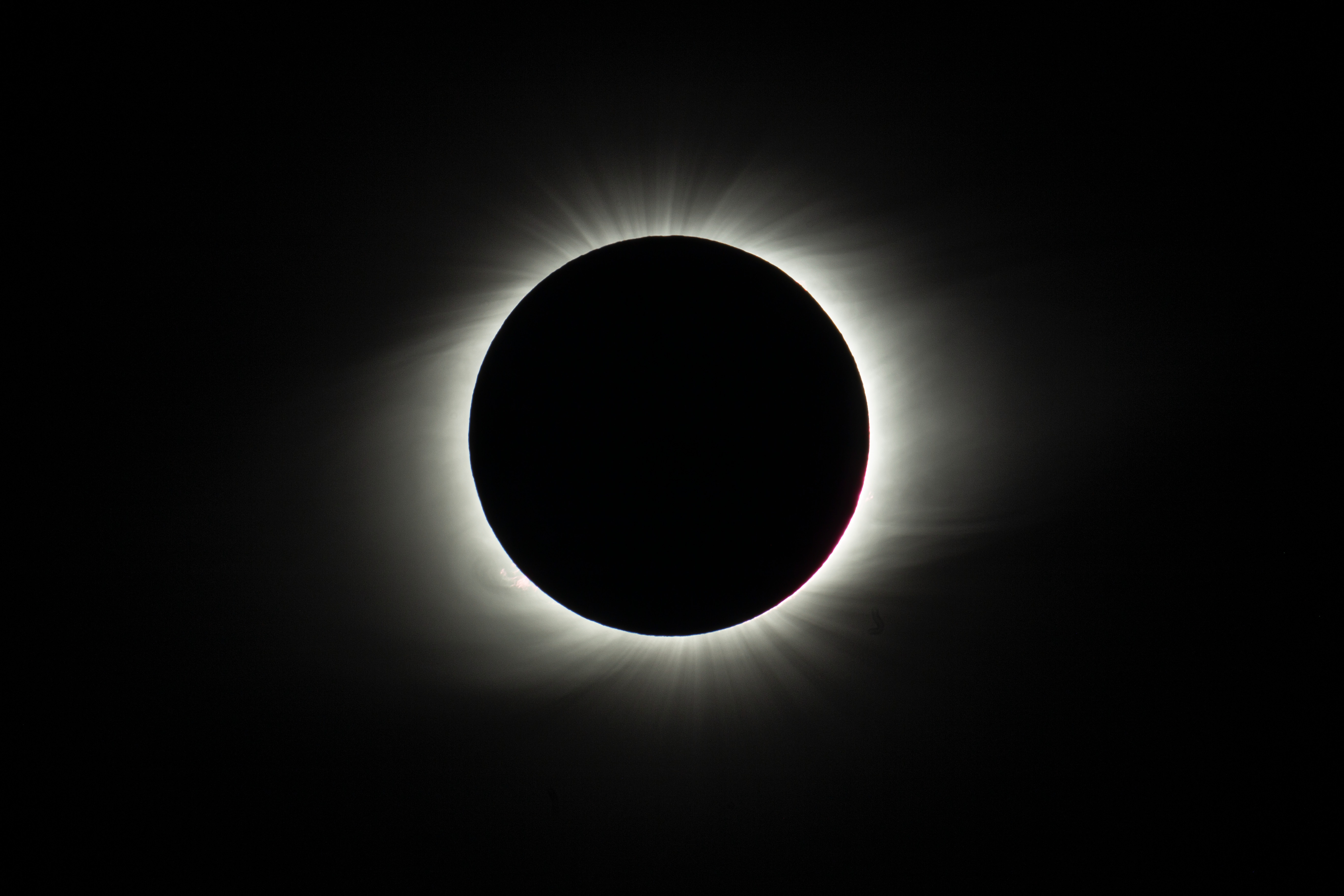
Vista del eclipse solar desde el Observatorio de La Silla, en Chile.

Eclipse solar del 2 de julio de 2019 visto por el satélite GOES-R.

El martes 2 de julio de 2019 se produjo un eclipse solar total que fue visto a lo largo del océano Pacífico, en Chile y, al atardecer, en Argentina.
Un eclipse solar ocurre cuando la Luna pasa entre la Tierra y el Sol, oscureciendo total o parcialmente la imagen del Sol para un espectador en la Tierra. Un eclipse solar total ocurre cuando el diámetro aparente de la Luna es mayor que el del Sol, bloqueando toda la luz solar directa, convirtiendo el día en oscuridad. Este eclipse total ocurrió en una estrecha faja de unos 200 km de ancho.La rotación de la Tierra se encarga de que esta zona se vaya desplazando por la superficie de la Tierra siempre de oeste a este, formando una banda de totalidad. A ambos lados de esta banda y en una zona de miles de kilómetros de ancho, los observadores hablarán de eclipse parcial, y aún más lejos el Sol habrá brillado como todos los días.

## Recorrido

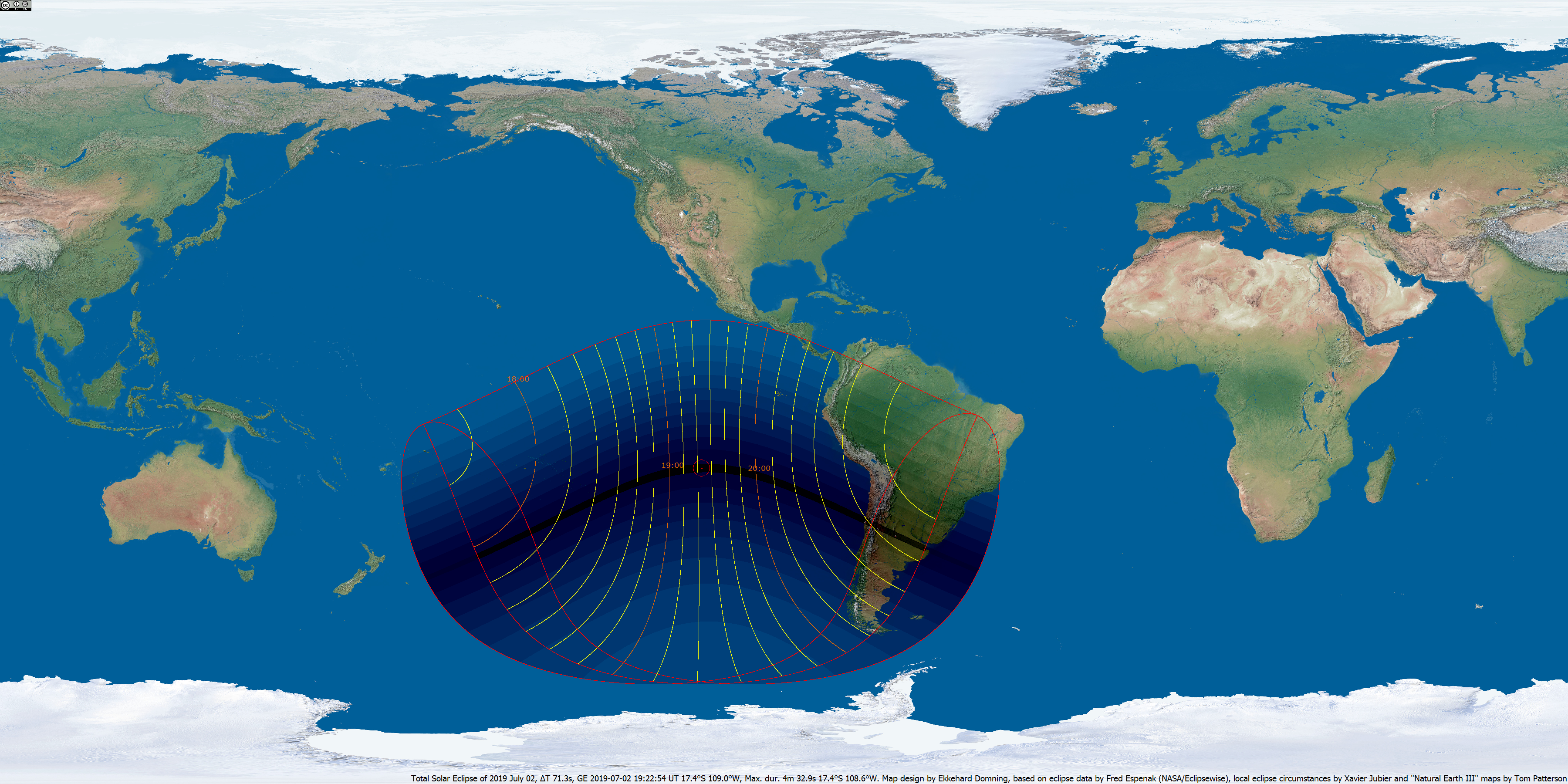
Zona de observación del eclipse.

La banda de totalidad recorrió 11.252 kilómetros de oeste a este, comenzando por la mañana en el océano Pacífico sur, al este de Nueva Zelanda, y moviéndose en dirección noreste. Luego tomó dirección sudeste y al atardecer tocó tierra firme en Chile, finalizando en Punta Rasa, el extremo sur del Río de la Plata. Pudo verse de manera parcial en una amplia zona del sur de América del Sur: en todo el territorio de Ecuador, Perú, Chile (incluyendo las islas del Pacífico), Bolivia, Paraguay, Colombia, Argentina, Venezuela (incluyendo las islas del Atlántico Sur) y Uruguay; y el centro y sur de Brasil. También, en algunas islas de Polinesia: Samoa, Tonga, Islas Cook, Kiribati, Polinesia Francesa y Pitcairn.

## Características
Fue un eclipse de magnitud 1.0459; Gama -0.6466; con una duración máxima de 273 segundos (4 min 33 s), sucediendo en un punto ubicado en las coordenadas 17,4° S 109° O a las 19:24:08 UTC. Su ancho de banda máximo fue de 201 km. Perteneciente a la serie Saros 127 (58 de 82) N.º de catálogo (SE5000) 9551.

## Eclipse en Chile

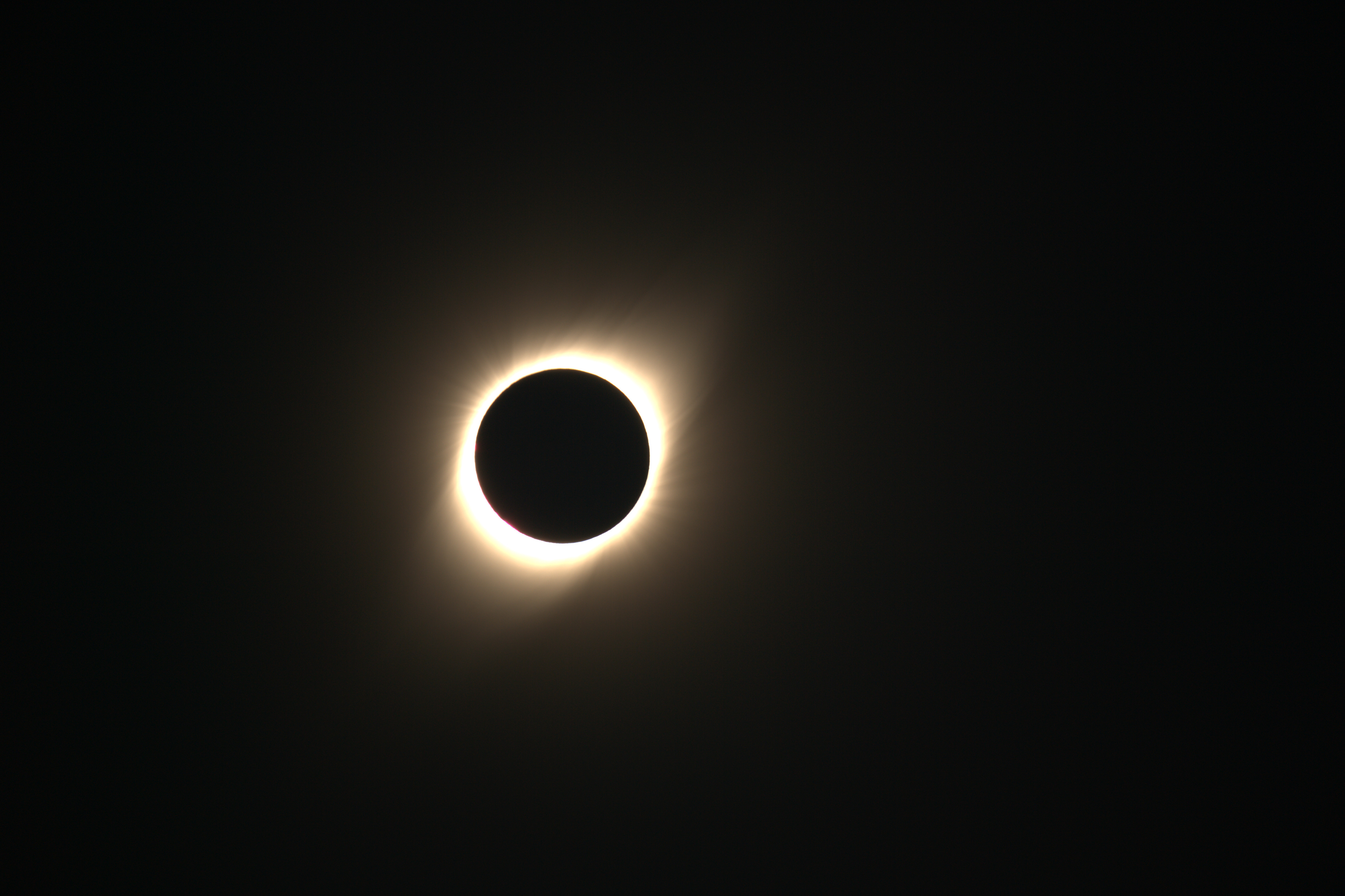
Eclipse visto en La Serena en etapa de totalidad.

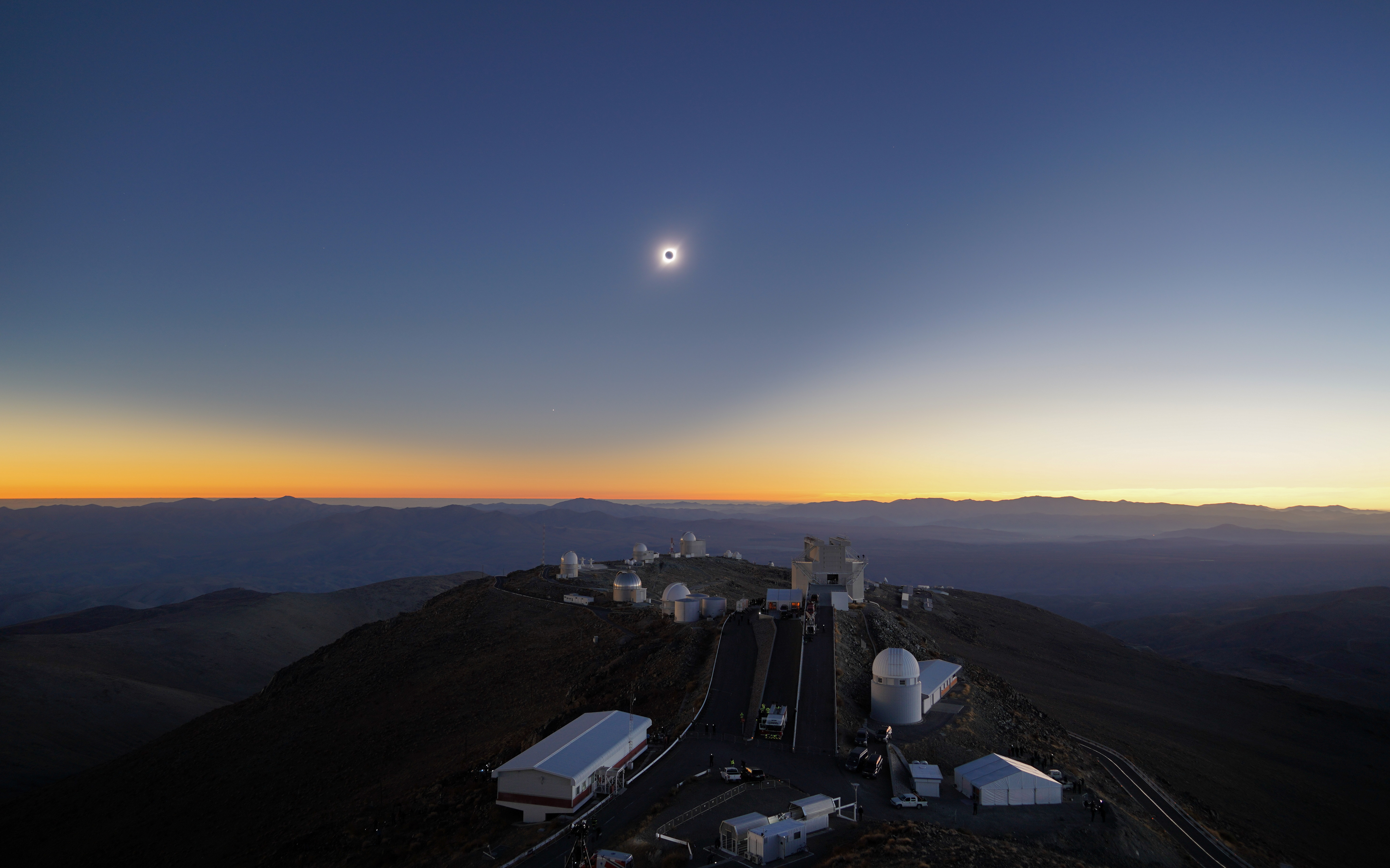
Vista del Observatorio de La Silla durante el eclipse total.

Todo Chile pudo ver un eclipse parcial desde la ciudad de Arica, en el extremo norte del país, donde se observó el fenómeno con un 65 % de oscuridad, hasta la ciudad de Punta Arenas, en el extremo sur, donde se vio el Sol con un 46 % de oscuridad. Además, también fue visto en la Isla de Pascua.
La umbra o franja de totalidad de la sombra que alcanza el 100 % de oscuridad durante el eclipse pasó por la parte sur de la Región de Atacama y el norte de la Región de Coquimbo en dirección sur-oriente. La franja tuvo un ancho de 147 kilómetros, ubicándose entre la localidad de Domeyko por el norte, en la Región de Atacama y la localidad de Guanaqueros por el sur, en la Región de Coquimbo.
El eje se ubicó a 41 km al norte de la ciudad de La Serena, a 4.2 km al sur de La Higuera y en zonas interiores desde la línea de costa, el eje se ubicó en la localidad de Chapilca de la comuna de Vicuña en el valle del Elqui. En dichos sectores comenzó a las 15:22 de manera parcial a 25.5° de altura. 
El eclipse total en la franja de la umbra comenzó a las 16:38 con 13,7° y el máximo ocurrió a las 16:39 con una altura de 13,5° sobre el horizonte, terminando su etapa de eclipse total a las 16:41 h a 13,3°, volviendo a pasar por un eclipse parcial hasta las 17:46 h hora del ocaso, a 1,2° sobre el océano.
Las comunas de la región de Atacama que también se vieron influenciadas por el eclipse total son: Freirina, Vallenar, Alto del Carmen, mientras que las comunas de la región de Coquimbo que observaron en forma óptima el eclipse total son: Coquimbo (50 % bajo el eclipse total), Andacollo, Río Hurtado, La Serena, Vicuña y Paihuano, en el valle del Elqui. El resto de la región, correspondiente a las provincias de Limarí y Choapa, lo vio de manera parcial con más de un 96 % de oscuridad del Sol. Dentro de la zona de totalidad del eclipse se encuentran algunos de los principales observatorios astronómicos del país, como La Silla y Cerro Tololo, los que aprovecharon las buenas condiciones de visibilidad del cielo para realizar observaciones del eclipse.
| Localidad                               | % Oscuridad                             | Duración                                |
| Provincia del Huasco, Región de Atacama | Provincia del Huasco, Región de Atacama | Provincia del Huasco, Región de Atacama |
| --------------------------------------- | --------------------------------------- | --------------------------------------- |
| Vallenar                                | 99,16 %                                 |                                         |
| Alto del Carmen                         | 99,28 %                                 |                                         |
| San Félix                               | 99,66 %                                 |                                         |
| El Tránsito                             | 99,32 %                                 |                                         |
| Domeyko                                 | 100 %                                   | 05,4’’                                  |
| Cachiyuyo                               | 100 %                                   | 1m 11,4’’                               |
| Observatorio Las Campanas               | 99,8 %                                  |                                         |
| Caleta Chañaral                         | 100 %                                   | 2m 19,8’’                               |
| Carrizalillo                            | 100 %                                   | 2m 18’’                                 |
| Incahuasi                               | 100 %                                   | 2m 08,9’’                               |
| Provincia de Elqui, Región de Coquimbo  |                                         |                                         |
| Punta de Choros                         | 100 %                                   | 2 m 31,9’’                              |
| Observatorio La Silla                   | 100 %                                   | 1 m 51,2’’                              |
| La Higuera                              | 100 %                                   | 2 m 35,8’’                              |
| La Serena                               | 100 %                                   | 2 m 14,7’’                              |
| Coquimbo                                | 100 %                                   | 2 m 01,5’’                              |
| Totoralillo                             | 100%                                    | 1m 33,1’’                               |
| Andacollo                               | 100%                                    | 1m 25,3’’                               |
| Vicuña                                  | 100%                                    | 2m 25,5’’                               |
| Rivadavia                               | 100%                                    | 2m 32,1’’                               |
| Paihuano                                | 100%                                    | 2m 30,6’’                               |
| Montegrande                             | 100%                                    | 2m 27,7’’                               |
| Pisco Elqui                             | 100%                                    | 2m 25,8’’                               |
| Guanaqueros Norte                       | 100%                                    | 18,8’’                                  |
| Tongoy                                  | 99,91%                                  |                                         |
| Provincia de Limarí, Región de Coquimbo |                                         |                                         |
| Las Cardas                              | 99,99%                                  |                                         |
| Pejerreyes                              | 99,90%                                  |                                         |
| Hurtado                                 | 100%                                    | 2m 01,1’’                               |
| Las Breas                               | 100%                                    | 1m 46,8’’                               |
| Pichasca                                | 100%                                    | 1m 2,6’’                                |
| Samo Alto                               | 100%                                    | 30,3’’                                  |
| Embalse Recoleta                        | 99,83%                                  |                                         |
| Ovalle                                  | 99,52%                                  |                                         |
| Romeralcillo                            | 99,84%                                  |                                         |
| Valle del Encanto                       | 99,11%                                  |                                         |
| Parque nacional Bosque Fray Jorge       | 98,87%                                  |                                         |
| Otras localidades                       |                                         |                                         |
| Antofagasta                             | 82,75%                                  |                                         |
| Copiapó                                 | 95,00%                                  |                                         |
| Valparaíso                              | 92,07%                                  |                                         |
| Santiago de Chile                       | 92,10%                                  |                                         |
| Talca                                   | 84,97%                                  |                                         |
| Concepción                              | 79,20%                                  |                                         |

### Actividades en Chile
Actividades científicas de directa relación con el eclipse solar:
Aniversario 50 años de Observatorio La Silla. La actividad tuvo lugar el 2 de julio de 2019, organizada por la ESO (European Southern Observatory) como parte de las actividades de los 50 años de operaciones en Chile.
Simposio: Campos magnéticos solares y estelares, orígenes y manifestaciones. Evento astronómico internacional que se realizó en el marco del eclipse total solar. Se trata de la versión número 354 del simposio de la Unión Internacional de Astrónomos Profesionales (IAU) que se reunió en la ciudad de Copiapó entre el 30 de junio y el 6 de julio de 2019 y atrajo a más de 300 astrónomos de todo el mundo. La organización en Chile contó con el apoyo de la Universidad de Chile y la Universidad de Atacama.
|                                                      |
| Perlas de Baily observadas desde el Valle del Elqui. |

|                                                                      |
| Corona solar, observada en el Observatorio La Silla de ESO en Chile. |

### Historia de eclipses en el área

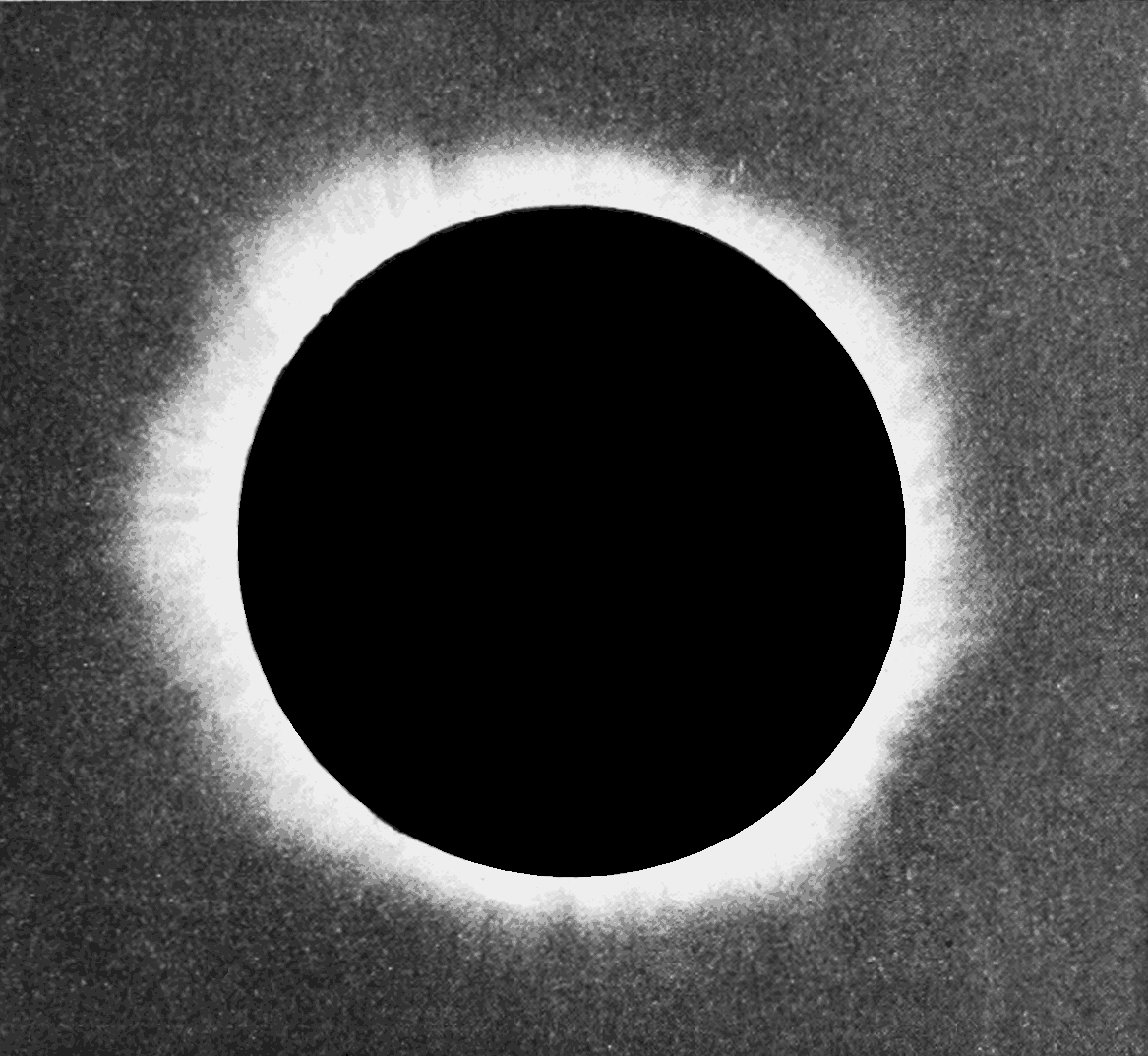
Corona solar del eclipse total del 16 de abril de 1893 en Atacama, tomada por el Observatorio Lick en Chile.

El primer antecedente que se tiene corresponde al eclipse solar del 9 de junio de 1592, solo 43 años después de la refundación de la ciudad de La Serena. El sol se encontraba solo a 7 grados de altura sobre el horizonte, la umbra de este eclipse total cubrió gran parte de lo que hoy es la Región de Coquimbo, desde La Serena por el norte hasta la localidad de Pichicuy por el sur. La línea central de la umbra pasó sobre Combarbalá, donde el eclipse tuvo una duración de 2 minutos y 36 segundos.
El segundo antecedente corresponde al eclipse solar total del 15 de marzo de 1839. El eje central de la umbra pasó por la actual Región de Coquimbo sobre las localidades de Sotaquí y Monte Patria y tuvo una duración de 2 minutos y 36 segundos.
El tercer antecedente, debidamente documentado, corresponde al eclipse solar total que tuvo lugar el 16 de abril de 1893 y que comprendió el territorio de la Región de Atacama y Región de Coquimbo. Este eclipse fue observado por tres expediciones científicas: una expedición chilena del Observatorio Astronómico Nacional (OAN) de la Universidad de Chile y dos expediciones de Estados Unidos, una de ellas del Observatorio del Harvard College y del Observatorio Lick. Tanto la expedición chilena como la del Observatorio del Harvard College se ubicaron en las cercanías de la mina Aris, en la localidad de Agua Amarga, Región de Atacama, mientras que la expedición del Observatorio Lick realizó sus observaciones en la localidad de Jarillas, en el Cerro Cobre, en la Región de Atacama. En esta oportunidad la expedición de Harvard obtuvo más de treinta imágenes del eclipse total tomadas por el profesor William Pickering, mientras que la expedición chilena estuvo a cargo de Jean Albert Obrecht, director del Observatorio Nacional. La expedición del Observatorio Lick, a cargo de John Martin Schaeberle, obtuvo imágenes de la corona del sol.

## Eclipse en Argentina

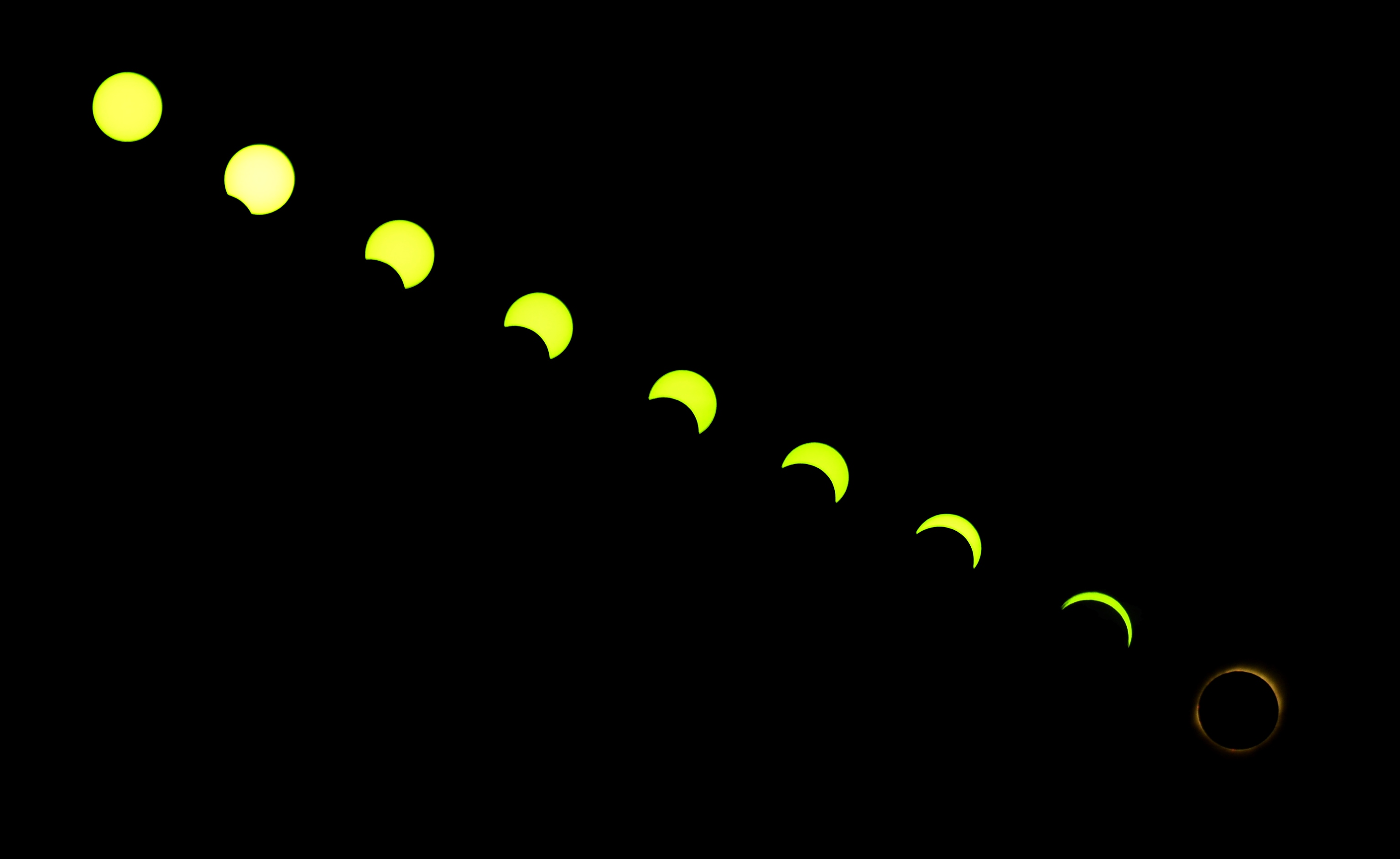
Vista de diferentes etapas del eclipse desde Alejo Ledesma, provincia de Córdoba.

Fue visto de manera total en una faja que recorre, de oeste a este, el centro de la provincias de San Juan, sur de La Rioja, norte de San Luis, centro de Córdoba, sur de Santa Fe y norte de Buenos Aires. Las localidades ubicadas en la faja de totalidad de Argentina son: Rodeo y Jáchal (San Juan), zona norte del Gran San Juan, Chepes (La Rioja), Los Molles (San Luis), Merlo (San Luis), Villa Dolores, Río Cuarto, Gral. Deheza, Gral. Cabrera y La Carlota (Córdoba), Venado Tuerto, Murphy (Santa Fe), Junín, Rojas, Chivilcoy y Bragado (Buenos Aires). Terminó de observarse al atardecer en Punta Rasa, en el extremo sur de la desembocadura del Río de la Plata (Buenos Aires). Ese día tuvo lugar la primera observación con cámara web del mundo del eclipse solar total por debajo del horizonte desde Santa Teresita, provincia de Buenos Aires.
| Localidad                 | % Oscuridad           | Duración              |
| Provincia de San Juan     | Provincia de San Juan | Provincia de San Juan |
| ------------------------- | --------------------- | --------------------- |
| Huaco                     | 100%                  | 54,2 s                |
| El Fical                  | 100%                  | 1 min 50,8 s          |
| San José de Jáchal        | 100%                  | 1 min 54,6 s          |
| Rodeo                     | 100%                  | 2 min 16,6 s          |
| Las Flores                | 100%                  | 2 min 26,4 s          |
| Bella Vista               | 100%                  | 2 min 30,3 s          |
| Niquivil                  | 100%                  | 2 min 13,5 s          |
| Tucunuco                  | 100%                  | 2 min 25 s            |
| Estación Talacasto        | 100%                  | 2 min 11,9 s          |
| Estación Matagusanos      | 100%                  | 1 min 50,8 s          |
| San Juan                  | 100%                  | 19,9 s                |
| Villa del Salvador        | 100%                  | 1 min 28 s            |
| Bermejo                   | 100%                  | 2 min 5,2 s           |
| Provincia de La Rioja     |                       |                       |
| La Rioja                  | 96,18%                |                       |
| Desiderio Tello           | 100%                  | 1 min 3,1 s           |
| Chepes                    | 100%                  | 2 min 2 s             |
| Ulapes                    | 100%                  | 2 min 8,2 s           |
| Provincia de San Luis     |                       |                       |
| San Luis                  | 98,32%                |                       |
| Luján                     | 100%                  | 2 min 3,9 s           |
| Candelaria                | 100%                  | 2 min 21,4 s          |
| Quines                    | 100%                  | 2 min 18,2 s          |
| Talita                    | 100%                  | 2 min 20,5 s          |
| Santa Rosa del Conlara    | 100%                  | 2 min 20 s            |
| Los Molles                | 100%                  | 2 min 19,4 s          |
| Villa Larca               | 100%                  | 2 min 16,2 s          |
| Villa del Carmen          | 100%                  | 1 min 38,8 s          |
| Potrerillo                | 100%                  | 1 min 37,9 s          |
| Naschel                   | 100%                  | 1 min 6,4 s           |
| Provincia de Córdoba      |                       |                       |
| Córdoba                   | 98,45%                |                       |
| Villa General Belgrano    | 100%                  | 31 s                  |
| Santa Rosa de Calamuchita | 100%                  | 1 min 10,6 s          |
| Río de los Sauces         | 100%                  | 2 min 16,3 s          |
| Río Cuarto                | 100%                  | 1 min 58,4 s          |
| Carnerillo                | 100%                  | 2 min 17,1 s          |
| La Carlota                | 100%                  | 2 min 11,4 s          |
| Provincia de Santa Fe     |                       |                       |
| Rosario                   | 98,15%                |                       |
| Casilda                   | 99,04%                |                       |
| Venado Tuerto             | 100%                  | 2 min 10,6 s          |
| Villa Cañás               | 100%                  | 2 min 11,5 s          |
| María Teresa              | 100%                  | 2 min 10,4 s          |
| Diego de Alvear           | 100%                  | 1 min 11,5 s          |
| Provincia de Buenos Aires |                       |                       |
| Buenos Aires              | 99,67%                |                       |
| La Plata                  | 99,91%                |                       |
| Luján                     | 100%                  | 58,2 s                |
| Pergamino                 | 100%                  | 59,7 s                |
| Mercedes                  | 100%                  | 1 min 46,7 s          |
| Cañuelas                  | 100%                  | 1 min 54,7 s          |
| Ranchos                   | 100%                  | 2 min 4,5 s           |
| Lobos                     | 100%                  | 2 min 6,1 s           |
| Chivilcoy                 | 100%                  | 2 min 5,1 s           |
| Chacabuco                 | 100%                  | 2 min 7,8 s           |
| Junín                     | 100%                  | 2 min 2,2 s           |

Al ocurrir en el atardecer argentino, el fenómeno sucedió a muy baja altura desde el horizonte: 12°, en San Juan, y menos hacia el este. Por esto, en algunos casos es probable que se haya visto interrumpido por el relieve. Para su observación se recomendó buscar un punto elevado, sin obstrucciones en dirección noroeste, algo difícil de encontrar en la vertiente oriental de la cordillera de los Andes, de la precordillera o de las Sierras Pampeanas. Las mejores ubicaciones se encontraron en las vertientes occidentales de estas formaciones. Las localidades que se encuentran en el faldeo de las Sierras de Comechingones fueron las ideales para observarlo. Entre ellas, la comuna de Los Molles, distante a unos 12 kilómetros de la Villa de Merlo, fue declarada por las autoridades del Planetario de San Luis: «Sede geográfica epicéntrica del eclipse total de sol 2019», por encontrarse exactamente en el corazón geográfico de la sombra del eclipse solar total, es decir la mejor ubicación entre las mejores ubicaciones para ver el Sol 100% eclipsado por la Luna.
Además, pudo ser visto de manera parcial en todo el territorio argentino. Con mayor porcentaje de cobertura en las zonas más cercanas a la zona de eclipse total. Tuvo un porcentaje de cobertura del 99 % en la Ciudad de Buenos Aires, 98 % en San Luis y Rosario, 87 % en Santiago del Estero, y 80 % en Neuquén y Viedma, capital de la provincia de Río Negro.

## Eclipse en Uruguay
Sobre el territorio de la República Oriental del Uruguay el eclipse fue parcial, comenzando alrededor de las 16:45 hora local del martes 2 de julio de 2019 y terminando sobre el ocaso, a las 18:00.